# Conus solomonensis
Conus solomonensis é uma espécie de gastrópode do gênero Conus, pertencente a família Conidae.